# 嚴濬宣
嚴濬宣（約1879年—1947年7月31日），名嚴庸，又字景先，浙江吳興（今屬浙江省湖州市）人，教育家、辛亥革命人物。

## 生平
嚴濬宣爲湖州織里驥村人。嚴早年愛好學習，未滿二十歲時，就讀於學宮，因不屑於舉業，放棄學宮的學習轉而到上海學習理化，後任教於務本中學。嚴與雙林人李次九交好，兩人對推翻清政府志同道合。1911年辛亥革命爆發，湖州於11月7日光復，李在雙林鎮籌建商團武裝，得到滬杭兩地革命黨人支持，得到槍支彈藥。湖州光復後，先後由沈譜琴、俞寰澄主持湖州軍政分府。次年吳興縣建立，李次九任縣知事，嚴任縣公署祕書長，約同年6月，李去外地任職，嚴代理知事一職。
除了在湖州管理縣政外，嚴還管理過上海禁菸事宜，成績斐然。1914年，嚴研究實測上海縣境，並繪製了地圖。1916年，嚴遍遊東南亞，回到上海後投身教育界，先後任教於江蘇省立專門學校、南洋中學、愛羣女子中學等。
後任愛羣女子中學校長。
1947年7月31日，嚴因癌症病逝。

## 著作
嚴濬宣著作頗多，散見於報章雜誌，整理成篇的有《學校園設置法》、《家事應用理化學》、《育兒之話》、《南遊集乙編》、《括翁詩稿》、《桂花廳瑣錄》、《嚴氏藝文志略》等。